# Let's Get Free
Let's Get Free er debutalbummet fra den politiske hiphopgruppe Dead Prez. Det udkom i 2000 på Loud Records.

## Sange
- "Wolves" – 2:16 (tale af Omali Yeshitela)
- "I'm A African" – 3:19
- "They Schools" – 5:06
- "Hip-hop" – 3:33
- "Police State" – 3:40
- "Behind Enemy Lines" – 3:03
- "Assassination" – 2:01
- "Mind Sex" – 4:51
- "We Want Freedom" – 4:33
- "Be Healthy" – 2:34
- "Discipline" – 1:37
- "Psychology" – 5:56
- "Happiness" – 3:48
- "Animal in Man" – 4:31
- "You'll Find a Way" – 3:13
- "It's Still Bigger Than Hip-hop" – 3:55
- "Propaganda" – 5:14 (Bonus track)
- "The Pistol" – 4:25 (Bonus track)